# Брукс, Гарриет
Гарриет Брукс (англ. Harriet Brooks, 2 июля 1876, Exeter, Онтарио — 17 апреля 1933, Монреаль, Квебек) — первая канадская учёная в области ядерной физики.

## Биография
Гарриет Брукс родилась в Эксетере (провинция Онтарио) в семье Джорджа и Элизабет Уорден Брукс. Она была третьей из девяти детей. Её отец владел мельницей, но она сгорела во время пожара, не будучи застрахованной, и Джордж был вынужден наняться в фирму по продаже муки, и семье пришлось часто переезжать. В итоге Бруксы окончательно обосновались в Монреале.
Гарриет Брукс поступила в Университет Макгилла в 1894 году всего через 6 лет после выпуска первого потока. В 1898 году она получила степень бакалавра с отличием по математике и естественной философии, была награждена премией Анны Молсон за достижения в области математики.
По окончании университета Гарриет начала работать с Эрнестом Резерфордом, изучала электричество и магнетизм. Первая её работа была опубликована в разделе Transactions of the Canadian Section Лондонского королевского общества, в 1899 году а в 1901 году она стала первой женщиной университета Макгилла, получившей степень магистра. Гарриет работала вместе с Резерфордом, исследуя свойства радиоактивного излучения тория. Соответствующие научные статьи за авторством Резерфорда и Брукс были напечатаны в Royal Society Transactions и Philosophical Magazine в 1901—1902 гг. и легли в основание развития ядерной физики.
В 1901 году Гарриет Брукс получила стипендию для докторантуры по физике в колледже Брин-Мар (Пенсильвания). Там она добилась престижной европейской стипендии Брин-Мар (Bryn Mawr European Fellowship). Резерфорд содействовал тому, чтобы она получила стипендию для обучения в его бывшей лаборатории в Кембриджском университете, где она стала первой женщиной, обучавшейся в Кавендишской лаборатории, однако её научный руководитель, Дж. Дж. Томсон, занимался своими исследованиями и не уделял достаточного внимания к работе своей подопечной.
В 1903 году Гарриет вернулась на своё прежнюю работу в университет Макгилла (Royal Victoria College) в исследовательскую группу Резерфорда, в 1905 году получила место на факультете Барнард-колледжа в Нью-Йорке. В 1906 году Гарриет была помолвлена с профессором физики Колумбийского университета, но поскольку это противоречило официальной позиции колледжа, что замужняя женщина не может быть успешным учёным, то помолвка была разорвана, и Гарриет осталась работать в колледже.
В 1906 году М. Горький и М. Андреева посетили США для сбора денег на революцию. После выступления М. Андреевой в Колумбийском университете, Гарриет Брукс познакомилась с русскими знаменитостями. Еще до личного знакомства Брукс была знакома с творчеством Горького и была поклонницей его литературного таланта.  Знакомство зашло так далеко, что Брукс стала посещать виллу «Святой ручей», на которой жили русские знаменитости, к тому времени уже подвергшиеся в США общественной обструкции. У них сложились настолько теплые отношения, что Брукс решила вместе с Горьким и Андреевой плыть через Атлантику в Италию, и еще некоторое время путешествовать по Италии вместе, посетить о. Капри, где тогда жил Горький.
В 1906 году, во время путешествия по Италии, Гарриет Брукс познакомилась с Марией Кюри и некоторое время работала в её лаборатории в Радиевом институте (Париж). Под своим именем она не публиковалась, но её упомянула Мария Кюри в трёх своих статьях. Она пыталась получить место в Манчестерском университете, и Резерфорд составил для неё рекомендательное письмо, но Гарриет Брукс решила оставить научную деятельность.
В 1907 году она вышла замуж за преподавателя университета Макгилла Фрэнка Питчера и осталась жить в Монреале. В браке родилось трое детей, но двое из них погибли в юном возрасте. Она участвовала в разных женских организациях, но к науке так больше и не вернулась. В 1933 году Гарриет Брукс умерла от лейкемии, возможно, связанной с полученным ею радиоактивным облучением. Некролог в её честь был опубликован Резерфордом в журнале Nature.
В 1980-х гг. вклад Гарриет Брукс в развитие ядерной физики был переосмыслен и назван одним из фундаментальных. Она первой обнаружила радиоактивный газ, выделяющийся в процессе распада тория, и сделала вывод о превращении химических элементов. Она также работала над важными исследованиями радона и актиния.
В честь Гарриет Брукс было названо одно из зданий в Chalk River Laboratories, в 2002 году её имя было внесено в Канадский научно-технический зал славы (Canadian Science and Engineering Hall of Fame)